# Parachromis
Parachromis  — це невеликий рід цихлових з країн Центральної Америки.
В наш час[коли?] рід налічує 5 видів, які трапляються переважно в озерах Нікараґуа та Манаґуа.

## Види
- Parachromis dovii (Günther 1864)
- Parachromis friedrichsthalii (Heckel 1840)
- Parachromis loisellei (Bussing 1989)
- Parachromis managuensis (Günther 1867)
- Parachromis motaguensis (Günther 1867)